# Valvata sincera
Valvata sincera är en snäckart som beskrevs av Thomas Say 1824. Valvata sincera ingår i släktet Valvata och familjen kamgälsnäckor. IUCN kategoriserar arten globalt som livskraftig.

## Underarter
Arten delas in i följande underarter:
- V. s. sincera
- V. s. helicoidea
- V. s. ontariensis
- V. s. nylanderi

## Bildgalleri

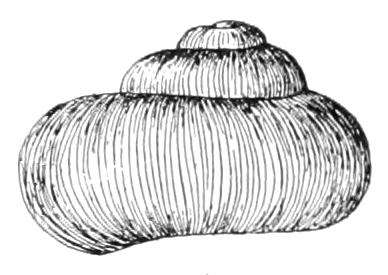